# آلیس پال
آلیس استوکس پال (به انگلیسی: Alice Stokes Paul) ‏(۱۱ ژانویه ۱۸۸۵ — ۹ ژوئیه ۱۹۷۷) مبارز جنبش حق رأی زنان در ایالات متحده و فعال حقوق زنان بود. او در دههٔ ۱۹۱۰ به عنوان طراح و استراتژیست اصلی کمپین حق رای زنان، به همراه لوسی برنز و دیگران، جنبشی برای به دست آوردن حق رأی به راه انداخت. او از بنیانگذاران حزب ملی زنان آمریکا بود.
آنها استراتژی‌های مدنی و بی‌خشونت را به کار گرفتند تا زنان را برای جنبش حق رأی زنان بسیج کنند، با پارلمان و رئیس‌جمهور مذاکره کردند، کارناوال و راهپیمایی برگزار کردند، روبروی کاخ سفید تحصن کردند، زندان رفتند، در مطبوعات نوشتند، و سرانجام در ۲۶ اوت ۱۹۲۰، در نوزدهمین اصلاح قانون اساسی آمریکا حق رأی زنان را به دست آوردند.

## نگارخانه

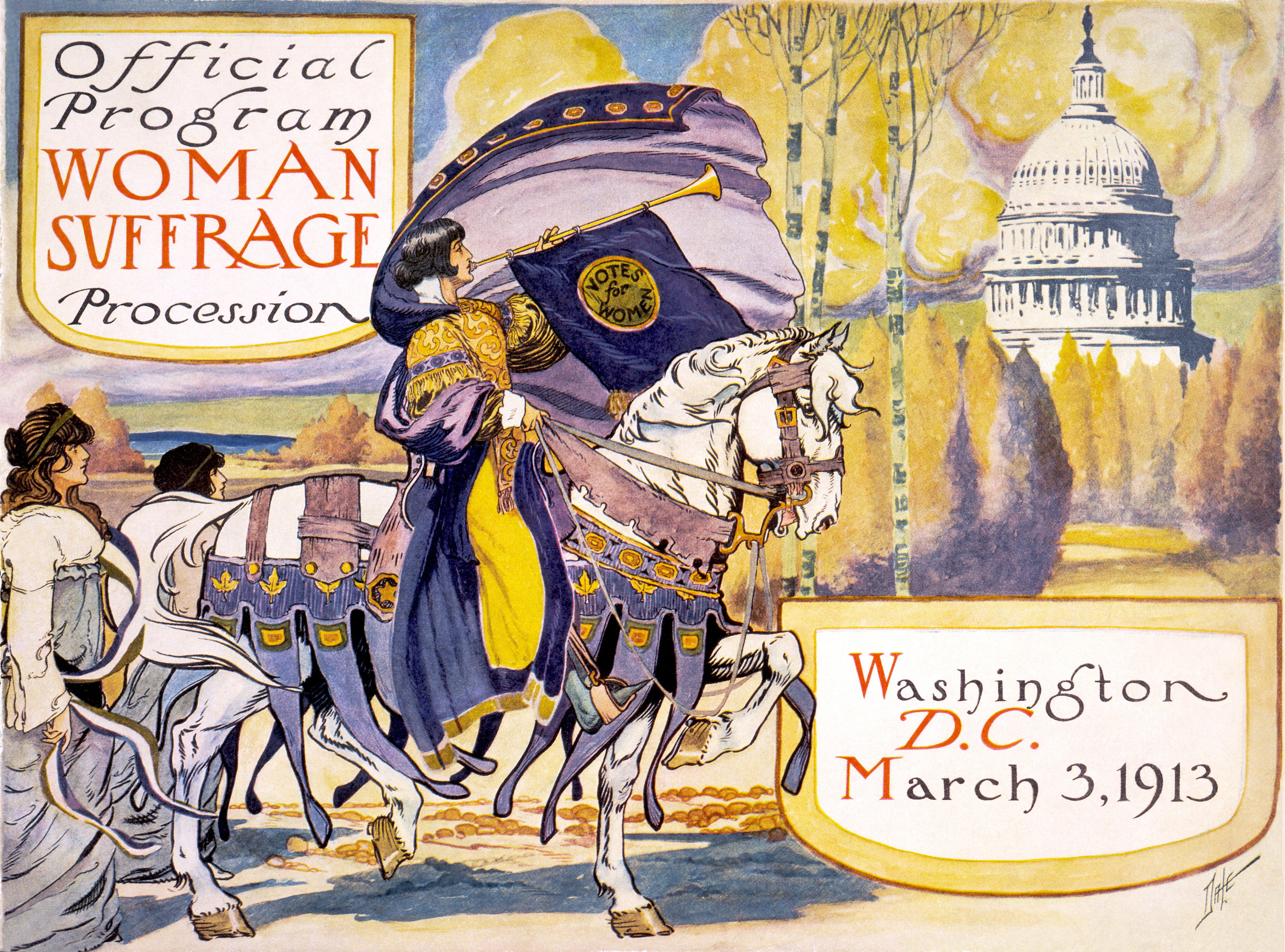
جلد برنامهٔ راهپیمایی حق رای زنان در ۱۹۱۳ که آلیس سازماندهی کرد
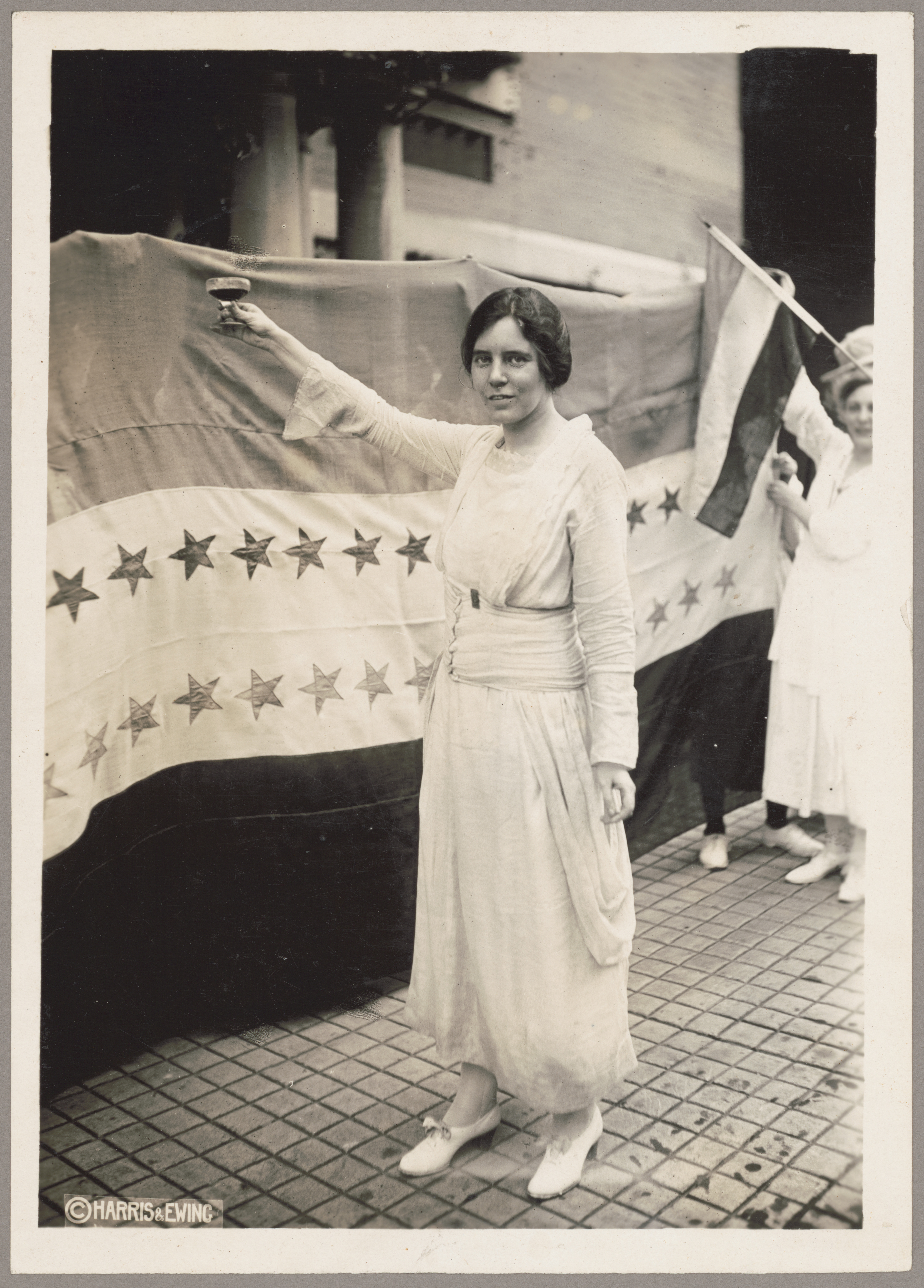
آلیس پال در کنار پرچمش